# 브라츠크 수력 발전소
브라츠크 수력 발전소 (브라츠크 댐이라고도 함)는 앙가라강의 콘크리트 중력 댐이자 인접한 수력 발전소이다. 러시아 이르쿠츠크주의 앙가라강 수력 발전소 연쇄의 두 번째 단계이다. 1966년 가동을 시작한 이 발전소는 크라스노야르스크 수력 발전소가 1971년에 5,000 MW (10개의 터빈 기준)에 도달하기 전까지 세계에서 단일 발전량으로는 가장 큰 발전소였다. 매년 발전소는 22.6 TWh를 생산한다. 현재 브라츠크 발전소는 1960년대에 레닌그라드 금속 공장("LMZ", 러시아어: ЛМЗ, 러시아어: Ленинградский Ме탈리체스키 공장)에서 생산된 각각 250 MW 용량의 18개 수력 터빈을 운영하고 있다.

## 설계 및 사양

### 댐
구성 요소:
- 최대 길이 924 m, 최대 높이 124.5 m의 콘크리트 벽 (고정 부분 길이 515 m, 수문 부분 길이 242 m, 덤 부분 167 m).
- 측벽 건물 길이 516 m
- 강둑 콘크리트 벽 총 길이 506 m
- 우안 흙 벽 길이 2,987 m, 좌안 벽 길이 723 m.

댐 상단에는 타이셰트-레나강 철도 노선과 차량 도로가 있다.
앙가라강에는 선박 통행 경로가 없으므로 항해용 수로는 없다. 그럼에도 불구하고 건설 프로젝트에는 선박 엘리베이터를 건설할 가능성이 포함되어 있다.
브라츠크 댐은 저수 용량 면에서 세계에서 두 번째로 큰 댐으로 자주 언급된다.

### 발전소
터빈실에는 각각 약 250 MW 용량의 프랜시스수차 수력 터빈 18개가 있으며, 운전 수두는 106 m이다. 5,140 m 길이의 수압관이 브라츠크 저수지를 형성한다. 4,500 MW의 용량과 22.6 TWh의 연간 생산량을 가진 이 발전소는 러시아에서 두 번째로 큰 단일 수력 발전량 생산자이다. 생산된 전력은 5개의 500 kV 송전선과 20개의 220 kV 송전선으로 분배된다.
발전소는 모스크바 기반의 하이드로프로젝트(러시아어: «Гидропроект») 연구소에서 설계했으며, 비록 모든 건물 자체가 러시아 연방 정부에 속하지만, 이르쿠츠크에네르고(러시아어: «Иркутскэнерго») 주식회사에서 운영한다. 재건축 프로젝트에는 출력을 5,000 MW로 늘리는 것이 포함된다. 현재 이르쿠츠크에네르고는 JSC 실로비 마시니(러시아어: «Силовые машины»)와 함께 노후화된 터빈을 현대화하고 있다.

## 경제
- 이 발전소는 수백 개의 공장에 전력을 공급한다.
- 브라츠크 영토-생산 단지(러시아어: Братский территориально-производственный комплекс)의 일부가 되었다.
- 생산량의 약 75%는 브라츠크 알루미늄 공장에서 소비된다.

## 역사
수력 발전소 건설 계획은 1954년 9월에 승인되었고 같은 해 말에 첫 번째 노동자들과 기계들이 브라츠크에 도착했다. 1954년 12월 21일, 니즈네앙가르가스스트로이(러시아어: Нижнеангаргэсстрой) 부서(나중에 브라츠크가스스트로이(러시아어: Братскгэсстрой)로 개명)에 의해 준비 작업이 시작되었다. 동시에 브라츠크 시가 설립되었다. 1955년 12월 12일, 브라츠크는 러시아 SFSR 최고 소비에트 상임위원회의 법령에 따라 노동자 정착촌에서 공식적으로 도시로 전환되었다.
건설은 콤소몰의 고속 우선 목표로 선언되었고 대중의 관심의 중심에 있었다. 결국, 많은 노동자들이 국가 표창을 받았고, 발전소는 시베리아 산업 발전의 상징이 되었다.
1955년 7월부터 1957년 10월까지 이르쿠츠크까지의 220 kV 송전선이 건설되었다. 1957년 11월 6일, 브라츠크 변전소는 새로 건설된 발전소에서 첫 전류를 받았고 같은 해 말에 이 전류는 새로 건설된 송전선을 통해 이르쿠츠크로 처음 전송되었다. 1961년에는 두 번째 500 kV 송전선이 추가되었다.
1961년 7월 18일, 브라츠크 저수지가 채워지기 시작했고 (수위가 100 m까지 올라 당시 가장 큰 인공 호수가 되었다) 첫 번째 고정식 225 MW 발전기 (18호기)가 1961년 11월 28일 현지 시간 오전 10시 15분에 가동되었다. 7일 후인 12월 5일에 두 번째 17호기가 가동을 시작했고, 1963년 12월 12일에는 16호기와 15호기가 시베리아 통합 에너지 시스템에 포함되었다. 1964년 5월 9일, 중앙 제어소가 가동되면서 운영자들이 발전소를 제어하기 시작했다. 1964년 9월 30일, 마지막 콘크리트 큐빅 미터가 댐 벽에 부어졌다.
댐 위를 지나는 철도 건설은 1965년 3월 3일에 시작되었고, 6월 16일에 운행을 시작했다. 차량 도로는 7월 28일에 개통되었다.
1966년 12월 14일, 마지막 1호기가 가동되었고, 1967년 9월 8일, 주 위원회가 브라츠크의 영구 사용 포함을 승인했다.

## 같이 보기
- 이르쿠츠크 에너지, 브라츠크 발전소 운영사
- 재래식 수력 발전소 목록
- 러시아의 발전소 목록

## 문헌
- 휴고 포르티쉬: So sah ich Sibirien. Kremayr & Scheriau, 빈 1967. (독일어) 지도 27개 포함 342+8 페이지, 그림 158개 (45개 컬러) 포함 약 100 페이지. 그림 페이지 13은 32페이지 다음, 그림 4개는 64페이지 다음. "Das größte E-Werk der Welt" (= 세계에서 가장 큰 발전소) 장, 68–79페이지.